# Justo Suárez
Justo Antonio Suárez, soprannominato El Torito de Mataderos (Buenos Aires, 5 gennaio 1909 – Cosquín, 10 agosto 1938), è stato un pugile argentino.
Nonostante la sua breve carriera, fu uno dei primi idoli popolari dello sport argentino.

## Biografia
Quindicesimo di venticinque figli, crebbe in povertà nel quartiere popolare di Mataderos, nella periferia sud-occidentale di Buenos Aires. In gioventù svolse numerose professioni, tra le quali il lustrascarpe, lo strillone e l'operaio nel mattatoio. Contemporaneamente iniziò a praticare il pugilato, alleandosi in casa.
Dopo aver combattuto nei ring della capitale argentina guadagnandosi il soprannome di Torito de Mataderos per il suo stile grezzo ma efficace, Suárez fece il suo debutto tra i pro il 19 aprile 1928 al Parque Romano di Buenos Aires contro il connazionale Ramón Moya.
Il 20 marzo 1930, nello stadio Alvear e Tagle del River Plate, Suárez conquistò il titolo nazionale dei pesi leggeri contro Julio Mocoroa. L'estate successiva viaggiò negli Stati Uniti d'America dove combatté e vinse cinque incontri.
Dopo essere rientrato trionfalmente in Argentina sconfisse il cileno Estanislao Loayza.
Tornato negli Stati Uniti per competere per il titolo mondiale, il 25 giugno 1931 fu sconfitto al Madison Square Garden di New York da Billy Petrolle. Iniziò così una rapido declino, accentuato da una salute precaria. Il 12 marzo 1932 perse anche il titolo nazionale contro Victor Peralta.
Lasciato dalla moglie e ammalatosi di tubercolosi visse gli ultimi anni in povertà nella provincia di Córdoba. Morì a soli ventinove anni. Quando la salma fu portata a Buenos Aires una folla enorme partecipò al corteo funebre diretto al cimitero della Chacarita facendolo infine deviare al Luna Park, teatro delle più grandi imprese sportive del Torito de Mataderos. I resti di Suárez riposano nel cimitero della Chacarita.

## Omaggi
Suárez è il protagonista del racconto Torito, nel libro di Julio Cortázar Fine del gioco del 1956. Cortázar era un grande ammiratore del pugile.
Nel quartiere di Mataderos sono state intitolate a Suárez una strada (dove per altro si trova lo stadio Nueva Chicago), una piazzetta ed un busto.